# Myiopharus nigrisquamis
Myiopharus nigrisquamis là một loài ruồi trong họ Tachinidae.